# Laser Cinemas
Laser Cinemas, também conhecida como Cine Laser, é uma empresa privada brasileira, que atua no ramo da exibição cinematográfica, sediada na cidade de Vilhena. Atua em onze cidades das regiões Norte, Nordeste, Centro Oeste e Sul, e seu parque exibidor é formado atualmente por onze complexos e 32 salas, média de 2,90 salas por complexo cinematográfico.
Forma, ao lado do Cine Milani (também sediada em Rondônia) e do Grupo Mobi Cine as únicas empresas exibidoras sediadas na Região Norte do Brasil com características de rede, por administrarem três complexos de cinema ou mais. Suas 4 647 poltronas perfazem uma média de 145,28 assentos por sala.

## História

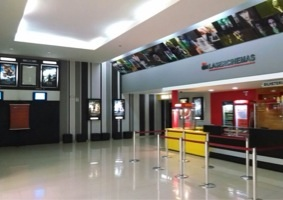
Foyer do complexo Cine Laser de Vilhena, RO

A empresa nasceu em 1999, atuando inicialmente na exploração do segmento de vídeo locadora, migrando para a exibição cinematográfica em 2006, quando o primeiro complexo de sala única foi aberto em Vilhena, ainda como cinema de rua. Em seguida, foram abertas salas na cidade de Sorriso, no Estado de Mato Grosso, Santarém, no Pará e Ariquemes, em Rondônia.
É uma rede modesta se comparada com os números do mercado exibidor brasileiro. Em março de 2015, ocupava a 33ª. posição por número de salas, de acordo com o site especializado em mercado de cinema Filme B. Entretanto, como a maioria das empresas do seu segmento, é a única a prover exibições cinematográficas nas cidades onde atua. Encontra-se em processo de expansão, com previsão de abertura de novos cinemas nas cidades Passo Fundo, no Passo Fundo Shopping, Umuarama, no Shopping Umuarama, Barra do Garças, no Barra Center Shopping e em Porto Velho, no IG Shopping que se encontra em construção naquela cidade.
As salas de cinema que detém e as que pretende instalar localizam-se exclusivamente em shopping centers, não havendo "cinemas de rua". Em março de 2015, já havia digitalizado totalmente suas salas de cinema, abolindo a dependência dos projetores de película 35 mm, em processo de extinção por todo o mundo.
O presidente da empresa, Junior Maranho, tem como homônimos o lutador de MMA Junior Maranhão e o jogador de futebol Júnior Maranhão.
Incêndio no Shopping
Na noite de 31 de maio de 2015, um forte incêndio irrompeu as instalações do Vilhena Park Shopping, tendo começado após o encerramento do expediente daquele centro comercial, com alta repercussão na mídia rondoniense. Informações desencontradas divulgadas em sítio da internet aventaram a possibilidade de sobrevivência do cinema e do boliche, que teriam sido salvas do fogo graças ao batalhão anti-chamas. Entretanto, o proprietário das salas exibidoras estimaria mais tarde que os danos causados pelo fogo atingiriam 70% da instalações, com prejuízo da ordem de 1,5 milhão de reais. Segundo perícia da Polícia Civil, o fogo começou na central de monitoramento e foi causado por um curto circuito.
A nota tragicômica do evento se deu em função da matéria publicada pelo portal Filme B, permeada de gafes geográficas, segundo a qual a cidade de Vilhena se localizaria em Roraima (quando fica no Estado de Rondônia), estaria localizada a cerca de 700 km de sua capital, Rio Branco (a capital de Rondônia é Porto  Velho) e  teria uma população de cerca 900 000 habitantes, dez vezes superior a real, que é de 89 797, conforme estimativa do IBGE.
Projeções de reabertura do centro comercial estimaram o mês dezembro de 2015 como uma possível data, o que se confirmou, pois foi reaberto em 19 de dezembro de 2015, poucos dias após do megalançamento mundial Star Wars - o despertar da força.
A rede de cinema e os órgãos da imprensa receberam reclamações dos frequentadores sobre a prática da empresa de não permitir o consumo, nas salas de cinema, de produtos adquiridos fora da bomboniére do cinema. O proprietário se defende dizendo que a liberação para qualquer tipo de produto alimentício traria transtornos aos clientes, e que o cliente pode consumir qualquer produto desde que no mesmo padrão e formato dos oferecidos pelo cinema. Ainda segundo ele, refrigerantes maiores de 350 ml são proibidos pois "muitos clientes querem dividir os refrigerantes dentro das salas com copos descartáveis, ocasionando vários acidentes pela pouca luz do interior das salas".
Entretanto, para o representante do Ministério Público Estadual (MPE) da cidade de Sorriso, onde o Cine Laser possui uma filial e também é alvo de queixas sobre o mesmo assunto, tal prática é abusiva e fere os direitos do consumidor, por se tratar de venda casada. O gerente daquela unidade acolheu a notificação do MPE e disse que aguardaria o posicionamento da matriz para adotar as providências.

## Público
Abaixo, números do público da rede no período de 2008 até 2019. A abertura de novas salas tem permitido crescimento do seu público, havendo apenas uma pequena redução em 2011, sendo que a rede logrou aumento na sua frequência inclusive nos anos de 2017 e 2018, da ordem de 32,08%, mesmo período em que houve forte retração no público brasileiro de cinemas. 
A variação mencionada se refere a comparação com o ano anterior. Os números de 2008 à 2013 foram extraídos do Box Office do portal especializado em mercado de cinema Filme B, sendo que os dados de 2014 e 2015 tem como origem o Database Brasil. Já os dados de 2016 em diante procedem do relatório "Informe Anual Distribuição em Salas Detalhado", do Observatório Brasileiro do Cinema e do Audiovisual (OCA) da ANCINE.
| Ano  | Público total | Ranking no país | Market Share | Variação |
| ---- | ------------- | --------------- | ------------ | -------- |
| 2008 | 4 394         | 189º            | 0,01%        | ano-base |
| 2009 | 16 656        | 148º            | 0,01%        | 279,06%  |
| 2010 | 24 040        | 135º            | 0,02%        | 44,33%   |
| 2011 | 21 981        | 129º            | 0,02%        | 8,56%    |
| 2012 | 64 122        | 137º            | 0,02%        | 191,72%  |
| 2013 | 116 274       | 55º             | 0,04%        | 81,33%   |
| 2014 | 160 328       | 45º             | 0,10%        | 37,89%   |
| 2015 | 165 888       | 50º             | 0,10%        | 3,47%    |
| 2016 | 252 061       | 42º             | 0,14%        | 51,95%   |
| 2017 | 283 878       | 38º             | 0,16%        | 12,62%   |
| 2018 | 332 912       | 35º             | 0,21%        | 17,27%   |
| 2019 | 510 630       | 32º             | 0,29%        | 53,38%   |

## Ligações Externas
- [www.lasercinemas.com.br «Sítio oficial»] Verifique valor |url= (ajuda)
- Cine Laser Ariquemes no Facebook
- Cine Laser Santarém no Facebook
- Cine Laser Sorriso no Facebook
- Cine Laser Vilhena no Facebook